# 全俄政党“祖国”
全俄政党“祖国”（俄语：Всероссийская политическая партия «Родина»）是一个俄罗斯的极右翼民族主义政党。该党是德米特里·罗戈津、谢尔盖·格拉兹耶夫、谢尔盖·巴布林、维克多·格拉申科、格奥尔基·史帕克、瓦连京·瓦连尼科夫等人，于2003年8月成立的该党的意识形态结合了“爱国主义、民族主义、政府在经济中的更大作用”， 被描述为极右翼。在政府收到其广告引发种族仇恨的投诉之后，该党一直被禁止参加选举。最臭名昭着的片段是人们正在吃西瓜并将果皮扔到地上，然后要求俄罗斯人清理他们的城市垃圾。
该党总部位于莫斯科。2003年国家杜马选举中赢得9.2%的选票，并最终获得450个席位中的37席。《新报》自由主义记者安娜·波利特科夫斯卡娅将该党称为一个“沙文主义组织”，是由克里姆林宫的“旋转医生”为2003年大选所创造的，目的是让温和的民族主义选民远离更加极端的民族布尔什维克党。《卫报》声称该党是由总统弗拉基米尔·普京的盟友建立的，为了从俄罗斯联邦共产党那里获取选票。

## 历史
在俄罗斯联邦共产党和右翼力量联盟，俄罗斯统一民主党“亚博卢”指控总统弗拉基米尔·弗拉基米罗维奇·普京的统一俄罗斯党操纵选举以确保取得有利结果之后，该党拒绝在2004年3月14日的总统选举派出自己的候选人。这在该党内部造成分裂，格拉兹耶夫坚持在独立的祖国-全国爱国联盟的旗帜下竞选总统，但罗戈津巩固了他的支持并击败格拉兹耶夫。

## 名称来源
祖国-全国爱国联盟的俄语名称为родина意为祖国。它是俄语中表达“祖国”概念的三个词（отечество）和（отчизна）之一。都可以被翻译为“祖国”。 “родина”意味着一个人的出生地，或国家的灵魂所在。

## 选举结果

### 立法选举
| 国家杜马 |                                    |                                    |                                    |                                    |                                    |
| 选举年   | 得票                               | 得票率                             | 议席                               | +/–                                | 领袖                               |
| 2003     | 5,470,429 (#4)                     | 9.0                                | 37 / 450                           | ▲ 37                               | 谢尔盖·格拉兹耶夫                  |
| 2007     | 作為公正俄罗斯的一部分，未参与选举 | 作為公正俄罗斯的一部分，未参与选举 | 作為公正俄罗斯的一部分，未参与选举 | 作為公正俄罗斯的一部分，未参与选举 | 作為公正俄罗斯的一部分，未参与选举 |
| 2011     | 作為公正俄罗斯的一部分，未参与选举 | 作為公正俄罗斯的一部分，未参与选举 | 作為公正俄罗斯的一部分，未参与选举 | 作為公正俄罗斯的一部分，未参与选举 | 作為公正俄罗斯的一部分，未参与选举 |
| 2016     | 783,316 (#8)                       | 1.50                               | 1 / 450                            | ▲ 1                                | 阿列克谢·朱拉夫列夫                |
| 2021     | 448,490 (#10)                      | 0.80                               | 1 / 450                            | ━ 1                                | 阿列克谢·朱拉夫列夫                |

2017年7月，祖国-全国爱国联盟主席宣布在2018年俄罗斯总统选举中该党唯一支持的总统候选人是现任总统弗拉基米尔·普京。

### 总统选举
| 选举年 | 参选人                                       | 首轮       | 首轮   | 次轮 | 次轮   |
| 选举年 | 参选人                                       | 得票       | 得票率 | 得票 | 得票率 |
| ------ | -------------------------------------------- | ---------- | ------ | ---- | ------ |
| 2018   | 无参选人，赞同弗拉基米尔·弗拉基米罗维奇·普京 | 56,430,712 | 76.7   |      |        |